# De la liberté
De la liberté (On Liberty) est un essai de philosophie de John Stuart Mill paru en 1859. Défendant un libéralisme vigoureux fondé sur le harm principle, le livre a eu une postérité importante dans la tradition libérale. Il a été influencé par les écrits d'auteurs allemands comme Goethe et Humboldt. Comptant indubitablement parmi les œuvres majeures de Mill, le livre pose toutefois certaines questions de cohérence avec un autre ouvrage de l'auteur : L'Utilitarisme. La première traduction française est due à Charles Brook Dupont-White, en 1860.

## Origine et thème de l'essai
Publié juste après la mort de son épouse, Harriet Taylor Mill, De la liberté est l'aboutissement d'une part de leur projet visant à recueillir leurs conclusions philosophiques. Pour les lecteurs de l'époque victorienne, c'était une œuvre radicale, défendant les libertés morales et politiques de l'individu face à l'État. En tant que libéral, Mill croyait que l'État devait avant tout protéger les droits de propriété. Néanmoins, il considérait également que l'État devait jouer un rôle dans la redistribution des richesses.
Mill oppose la souveraineté de l'individu sur lui-même à la « tyrannie de la majorité », un terme tiré du texte De la démocratie en Amérique d'Alexis de Tocqueville. Il écrit ainsi : 

« La seule fin pour laquelle l'humanité puisse être justifiable, individuellement ou collectivement, d'enfreindre la liberté d'action de tel ou tel de ses membres, est la légitime défense. [..] Le seul but en vue duquel on puisse à juste titre recourir à la force à l'égard de tout membre d'une communauté civilisée, contre sa propre volonté, c'est de l'empêcher de faire du mal aux autres. Son propre bien, physique ou moral, n'est pas une justification suffisante. [..] Sur lui-même, sur son propre corps et son propre esprit, l'individu est souverain. »

## Sujets
« Le sujet de cet essai n’est pas ce que l’on appelle le libre arbitre mais la liberté sociale ou civile : la nature et les limites du pouvoir que la société peut légitimement exercer sur l’individu. »

L’ouvrage porte sur la conciliation de notre liberté avec la nécessaire autorité de l’État pourtant « extrêmement dangereuse ». Par le passé, les hommes se contentaient de combattre un ennemi par un autre, c'est-à-dire de se laisser diriger à condition d’être plus ou moins garantis contre la tyrannie. Puis les hommes prirent conscience de la situation et commencèrent à vouloir un pouvoir indépendant, révocable. Et peu à peu, les efforts pour la démocratisation se substituent à l’ancien combat concernant la limitation du pouvoir de l’État. Mais cela ne garantit en rien la liberté car une majorité peut ainsi s’imposer aux autres. De plus, la majorité ne signifie pas nécessairement la plus grande partie mais la partie la plus active. C’est ainsi qu’il apparaît nécessaire de se protéger contre la tyrannie de la majorité. Mais cela ne veut pas pour autant dire que l’État et l’opinion collective n’ont pas leur place. Elles l’ont et notamment dans la pratique de règles que tous doivent observer par l’intermédiaire de la loi.
La force peut être légitime contre un membre de la société si cet usage permet de l’empêcher de nuire aux autres. Mais l’individu reste souverain sur ses choix, il convient ainsi de le laisser le plus libre possible notamment sur son mode de vie. « Le meilleur gouvernement n’y a pas plus de droit que le pire. Exercé avec l'accord de l'opinion publique, ce pouvoir est aussi nuisible, ou plus nuisible, qu'exercé en opposition avec elle ». La majorité ne peut décider pour l’ensemble car l’opinion que l’on croit fausse (donc minoritaire) peut se révéler être vraie (opposition totale avec Rousseau). Il convient ainsi de laisser cours aux opinions, qu’elles entrent en contact l’une avec l’autre car c’est la seule façon de s’assurer qu’une opinion soit vraie. Il convient d’autant plus de laisser cours aux opinions que la vérité ne triomphe malheureusement pas tout le temps. De plus, c’est dans la confrontation permanente que l’opinion garde tout son sens. C’est ainsi qu’il est nécessaire de laisser les hommes libres de former leurs opinions.
L’individualité est un élément du bien-être. Cependant celle-ci doit être contenue par le respect que l’on doit à autrui. L’individu doit prendre des décisions en faisant des choix autres que ceux de la coutume (qui sont par la même des non-choix). « Le despotisme de la coutume est l’obstacle partout dressé face au progrès humain. […] Mais la seule source de progrès intarissable et permanente est la liberté, puisque grâce à elle, il peut y avoir autant de centres de progrès qu'il y a d’individus. […] Un peuple, semble-t-il, peut progresser pour un certain temps puis s’arrêter : quand s’arrête-t-il ? Quand il perd l’individualité ». Et c’est pourquoi l’État se doit d’encourager l’éducation facteur de libre arbitre. On retrouve ici un thème fondamental du libéralisme, la libre opinion, le choix individuel contre le groupe, etc. De nos jours, les hommes agissent non pas par choix mais en se demandant ce que ferait un homme du même niveau. Ainsi, les hommes aiment en masse et « évitent comme un crime toute singularité de goût, toute excentricité de conduite si bien qu’à force de ne pas suivre leur naturel, ils n’ont plus de naturel à suivre » Il est donc indispensable d’entretenir l’individualité de chacun pour en produire des êtres humains. La masse met en place une « médiocrité collective » qui n’est plus nécessairement tirée par les Églises mais par des faiseurs d’opinion et les livres. Une société uniformisée dans sa conduite ne peut être libre et aller de l’avant.
Alors même que la société n’est pas construite sur la base d’un contrat (contre Rousseau) et qu’il ne faut pas en inventer un pour mettre en place des règles, tous ceux qui vivent dans la société lui sont redevables de ses bienfaits et doivent donc respecter certaines règles, à savoir respect d’autrui et d’assurer sa part de travail et de sacrifice envers la société. Les hommes doivent s’entraider notamment sur les choix à prendre mais personne ne peut dire à un homme d’âge mûr ce qui est bon pour lui. Mais la société peut être liberticide contre celui qui menace les autres. Si quelqu’un ne remplit pas son rôle dans la société, alors il est coupable. Dès lors qu’il y a un risque de dommage défini contre un individu ou contre la société, le cas du sort de la liberté individuelle tombe sous le coup de la loi. Mais un individu qui se nuit à lui-même et d’âge adulte ne peut tomber sous le coup de la loi. La contrainte, envers l’individu ou encore l’économie, peut être nécessaire tant qu’elle n’est pas contrainte par principe. Si elle est condamnable, c’est qu’elle ne produit pas l’effet escompté. Si chacun doit être libre d’agir comme bon lui semble, cela passe aussi par le fait d’être libre de consulter qui bon lui semble pour prendre des décisions. La liberté de ne pas être libre n’est pas une liberté. Les objections concernant l’intervention de l’État sont de trois types : l’État ne fait pas nécessairement mieux que l’individu, l’individu doit faire car par là même il apprend et, enfin, l’élargissement du pouvoir de l’État est un « mal extrême ». Il y a un réel risque d’une omniprésence de la bureaucratie dont la communauté attendrait tout. C’est pourquoi, il est nécessaire que chaque homme soit en mesure de prendre les décisions qui s’imposent, d’où l’importance de l’éducation.

## Chapitres
L'ouvrage est divisé en cinq chapitres :
1. Introduction
2. De la liberté de pensée et de discussion.
3. De l’individualité comme un des éléments du bien-être.
4. Des limites au pouvoir de la société sur l’individu.
5. Applications.